# 井上章平
井上 章平（いのうえ しょうへい、1929年12月1日 - 1995年8月22日）は、日本の官僚・政治家、元参議院議員。

## 経歴
徳島県出身。東京陸軍幼年学校48期。旧制高知高等学校を卒業。1954年、京都大学工学部土木工学科卒。同年建設省入省。1983年河川局長。1985年技監。1987年1月10日付で建設事務次官に就任した。1988年1月12日付で辞職した。
1989年の第15回参議院議員通常選挙に自民党から比例区に立候補して当選。参議院議員を1期務め、1995年の任期満了をもって政界から引退した。その直後の1995年8月22日、死去した。65歳没。死没日付をもって正四位勲二等に叙され、旭日重光章を追贈された。